# Єдина... (фільм)
«Єдина...» (рос. «Единственная...») — російський радянський повнометражний кольоровий художній фільм, поставлений на Кіностудії «Ленфільм» в 1975 році режисером Йосипом Хейфіца за оповіданням Павла Ниліна «Дурь».
Йосип Хейфиц зняв фільм «Єдина» у віці 70 років в 1975 році. Майже весь фільм знімали в місті Запоріжжя. 
Одну з ключових ролей у цьому фільмі мав зіграти Володимир Висоцький. Однак щільний графік Висоцького не дозволив приїхати, і вирішили знімати без нього, особливо відзначивши його місце в кадрі, так щоб потім дозняти його і змонтувати у фільм. Хейфіц включив у фільм пісню у виконанні Висоцького, причому запропонував йому самому вибрати, що саме той хоче співати.

## Зміст
Герой фільму повертається з армії і дізнається, що його дружина не була вірною йому. Це стало справжнім шоком, але він вирішує пробачити кохану. Проте насіння розбрату вже посіяно, і незабаром чоловік не витримує й вимагає розлучення. Та коли отримує те, що хотів, він розуміє, що все у його житті якось не так, і без другої половинки щастя для нього вже не буде.

## Ролі
- Валерій Золотухін — Коля Касаткін
- Олена Проклова — Танюша Фешева
- Людмила Гладунко — Наташа
- Володимир Висоцький — Борис Ілліч
- Лариса Малеванна — Манюня
- В'ячеслав Невинний — Юра Журченко
- Любов Соколова — Анна Прокопівна Касаткіна

## В епізодах
| - Володимир Заманський — Григорій Валер'янович Татаринцев - Михайло Кокшенов — Тачкін - Олександр Суснін — Льоха - Гелій Сисоєв — Серьога - Аркадій Трусов — Гнат Игнатьїч - Любов Тищенко — працівниця ресторану «Уют» - Валентина Володимиріва — суддя - Єфим Каменецький — пасажир поїзда - Людмила Старіцина — подруга Тані - Галина Чигинська — Іра, подруга Тані | - Віра Титова — Іра, працівниця ресторану «Уют» - Петро Лобанов — гість на весіллі - Олександр Дем'яненко — співробітник ВЦ - Микола Дупак — Іван Гаврилович - Світлана Жгун — пасажирка поїзда - Любов Малиновська — спекулянтка - Юрій Медведєв — епізод - Петро Меркур'єв — хорист - Тетяна Пельтцер — Анна Вільгельмівна, лікарка-невропатологиня - Георгій Светлані — артист - Люда Лайкова — Вірочка |

## Знімальна група
- Сценаристи - Павло Нилін, Йосип Хейфиц
- Постановка - Йосипа Хейфица
- Головний оператор - Генріх Маранджян
- Головний художник - Володимир Світозаров
- Композиторка - Надія Симонян
- Режисер - Юрій Чечельницький
- Звукооператор - Ігор Вигдорчик
- Оператори - С. Іванов, А. Кудрявцев
- Грим - Миколи Еленбогена
- Декоратори - Олексій Шкеле, А. Рогожкін
- Монтаж - Раїса Ізаксон
- Редакторка - Фріжетта Гукасян
- Автор пісні - Володимир Висоцький
- Асистенти:
режисера - Л. Гальба, Дмитро Генденштейн, Борис Павлов-Сильванський, М. Шуров
художника по костюмах - В. Волинська
по монтажу - Є. Волинська
- Помічники режисера - Т. Гусєва, М. Голубєва
- Художник-фотограф - А. Манукян
- Майстер світла - О. Третьяков
- Адміністративна група - В. Кутиков, Є. Римар, Р. Тур
- Директор картини - Юрій Губанов

## Призи та нагороди
- Другий приз «За найкращу жіночу роль» Олені Проклової на IX ВКФ в м. Фрунзе (1976).
- Приз «За найкраще виконання жіночої ролі» Є. Проклової на XV МКФ в Панамі, Центральна Америка (1976)